# Valerianus (hoàng đế)
Publius Licinius Valerianus (200-sau 260), tiếng Anh hiểu là Valerian là Hoàng đế La Mã từ năm 253 đến năm 260 cùng với Gallienus. Valerianus có xuất thân từ một gia đình quý tộc. Ông cưới Egnatia Mariniana và có hai người con:Gallienus và Valerianus Nhỏ. Ông giao chiến với đế quốc Ba Tư và bị hoàng đế Ba Tư là Shapur I đánh đại bại tại trận Edessa. Ông đã bị Shapur I bỏ vào nhà tù Ba Tư. Valerianus đã chết một cách bí ẩn, có thể ông bị giết.

## Liên kết ngoài

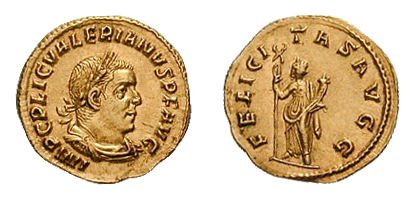

## Cuộc đời